# Gravações Elétricas S.A.
Gravações Elétricas S.A. (ou simplesmente GEL) foi uma gravadora musical brasileira.

## História
Em 1928, o empresário paulista Alberto Byington Jr., então dono de um império industrial, assumiu a representação da Columbia no Brasil, iniciando as operações de gravação de discos sob o selo "Columbia do Brasil". Com o crescimento do mercado fonográfico nas décadas de 30 e 40, Byington não renova o contrato com a gravadora e, em 1943, lança o próprio selo: a Discos Continental (conhecida posteriormente como Continental Gravações Elétricas).iO escritório da gravadora ficava localizado na Avenida do Estado, em São Paulo, e a sua fábrica se localizava no Rio de Janeiro, na Rua Aguiar Moreira.
A GEL adquiriu a Chantecler em 1978 e criou três selos Phonodisc (1976), Musicolor e Gravasom, este último de Belém do Pará.
Em 1993, foi vendida pela Warner Music Brasil.

## Divisões
- Selo Continental
- Chantecler
- Phonodisc
- Musicolor
- TeleTema Discos
- Tapecar (desde 1978 até 1984, quando se fundiu totalmente)
- Gravasom
- LJS

## Artistas

### Pelo Selo Continental
- Alcimar Monteiro
- Amado Batista
- Ângela Maria
- Asa de Águia (lançou por esta gravadora o disco de 1992)
- Banda Mel
- Beto Barbosa
- Chiclete com Banana
- Clemilda
- Coleção Disquinho
- Dominguinhos
- Eliana de Lima
- Gaúcho da Fronteira
- Genival Lacerda
- Grupo Carrapicho
- Grupo Molejo
- Márcia Ferreira
- Marinês
- Mastruz com Leite
- Moacir Franco
- Novos Baianos
- Odair José
- Olodum
- Reginaldo Rossi
- Roberta Miranda
- Secos & Molhados
- Teixeirinha
- Tim Maia
- Trio Los Angeles
- Turma da Mônica
- Adelino Nascimento

(pertencia a Globo Discos, divisão da Som Livre)

### Pelo Selo Chantecler
- Alípio Martins
- Ataíde e Alexandre
- Bruno e Marrone
- Cezar e Paulinho
- Chrystian & Ralf
- Gian & Giovani
- Daniel
- João Paulo e Daniel
- Leandro e Leonardo
- Lucas & Luan
- Matogrosso e Mathias
- Milionário e José Rico
- Os Atuais
- Os Serranos
- Pena Branca & Xavantinho
- Rick e Renner
- Sula Miranda
- Teixeirinha
- Tonico e Tinoco

### Por selos minoritários
Selo Gravasom
- Série de Long-Plays Lambadas Internacionais.

Selo Phonodisc
- Alcimar Monteiro
- Genival Lacerda
- Gildo de Freitas

### Tiragens especiais
- Hino do Corinthians - Formato 78 Rpm (1.954 - em homenagem ao título paulista daquele ano, Quarto Centenário do Município de São Paulo, São Paulo, Brasil.
- Série de Compactos de Placar Hinos dos Campeões - Formato Compactos Simples (Entre a Década de 1970 e a Década de 1980).

O Compacto Simples com a canção "O Campeão dos Campeões", conhecida pela alcunha de "Hino do Corinthians", teve pelo menos duas tiragens na década de 1970, com o Selo da própria Gravações Elétricas S.A./ Discos Continental, o lado B é a música "Ai, Meus Vinte Anos", interpretada pelo grande Mestre Violonista Paulinho Nogueira.  Enquanto que com o selo da Placar e com o escudo do Corinthians o lado B é o samba "Eternamente em Nossos Corações", interpretado pelo grupo de samba - à época - Gaviões da Fiel.